# Шахристан (тунель)
39°31′21″ пн. ш. 68°33′23″ сх. д. / 39.5225° пн. ш. 68.556388888889° сх. д.
Тунель «Шахристан» (тадж. Нақби автомобилгарди "Шаҳристон") — автомобільний тунель на автостраді Душанбе — Худжанд, завдовжки 5,253 км, знаходиться на межі двох районів Согдійської області Таджикистану — Айнінського і Шахристанського. Тунель полегшує подолання Туркестанського хребта. Будівельні роботи розпочато 22 серпня 2006 року.
Тунель побудовано у 2006-2012 рр. China Road and Bridge Corporation (CRBC), яка була генпідрядником. Кошторисна вартість проекту 51,7 млн. доларів США 

## Економічне обґрунтування
Відкриття тунелю 27 жовтня 2012 року забезпечило цілорічне автомобільне сполучення між північними (Согдійська область) і південними районами Таджикистану. До відкриття проїзду через Анзобський (висота 3372 м) і Шахристанський (висота 3378 м) перевали, взимку північні райони Таджикистану протягом 6 місяців були відрізані від основної території країни. Тунелі «Істіклол» і «Шахристан» скоротили шлях між Душанбе і Худжандом. Час в дорозі по новому маршруту «Душанбе — Худжанд» зменшилася до 4,5-5 годин. Шлях через "Шахристан" значно полегшив сполучення між віддаленими (і недоступними взимку та навесні для автомобільних перевезень) населеними пунктами Шахристанського і Айнінського районів з містами Согдійської області.